# À la vie, à la mort (documentaire)
Pour les articles homonymes, voir À la vie, à la mort (homonymie).
 À la vie, à la mort est un documentaire réalisé par Jean-Pierre Devillers et Isabelle Cottenceau, produit par Mireille Dumas, et diffusé sur France 3 en 2003. Il raconte la véritable histoire de Philippe Pozzo di Borgo, riche homme d'affaires devenu tétraplégique à la suite d'un accident de parapente, et de son homme à tout faire, Abdel Sellou. C'est en voyant ce documentaire que Eric Toledano et Olivier Nakache ont eu l'idée de réaliser le film Intouchables, sorti en France en 2011.